# Puchar Świata w łyżwiarstwie szybkim 2019/2020

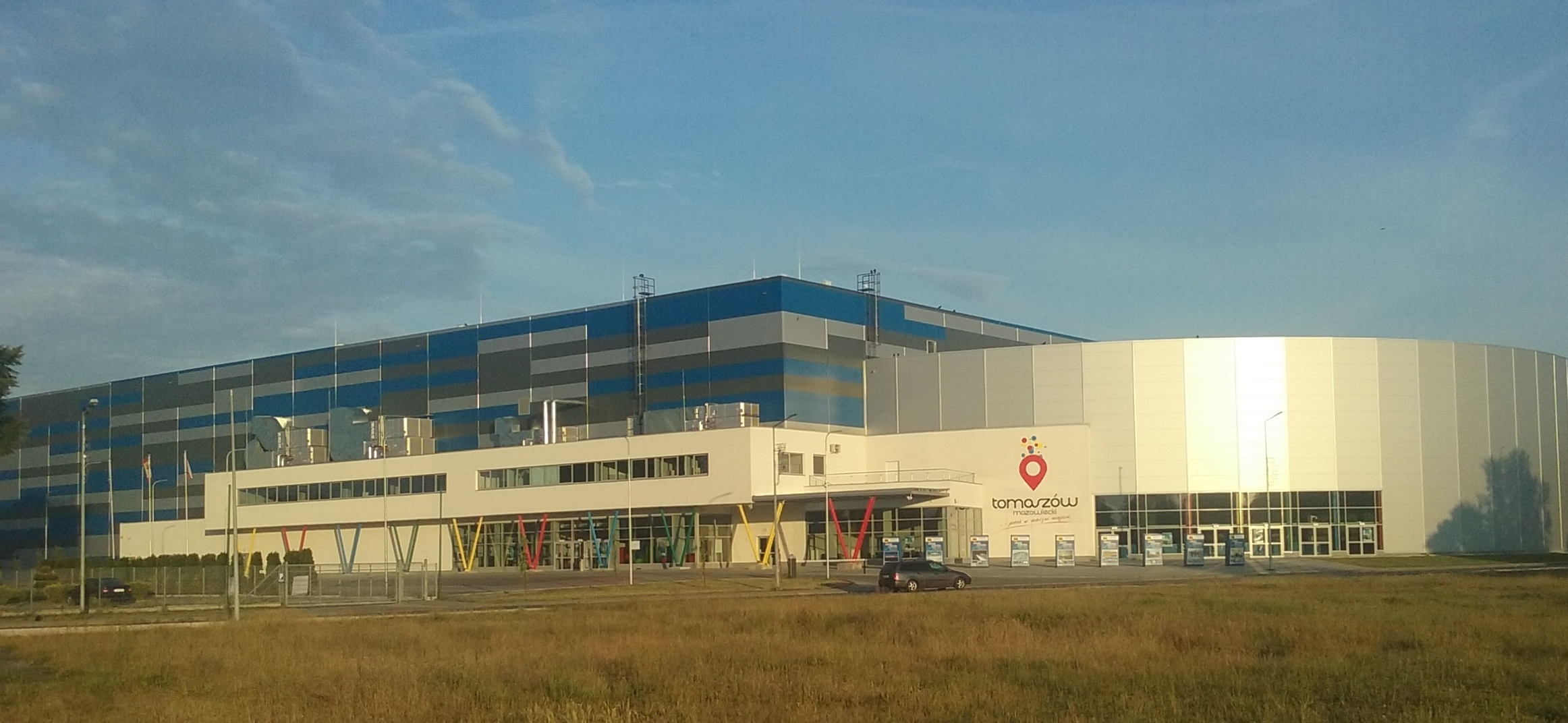
Pierwszy całoroczny tor łyżwiarstwa szybkiego w Polsce - Arena Lodowa Tomaszów Mazowiecki

Puchar Świata w łyżwiarstwie szybkim 2019/2020 – 35. edycja Pucharu Świata w łyżwiarstwie szybkim. Cykl rozpoczął się 15 listopada 2019 roku w białoruskim Mińsku, a zakończył 8 marca 2020 roku w holenderskim Heerenveen. Po raz drugi w historii zawody Pucharu Świata odbyły się w Arenie Lodowej Tomaszów Mazowiecki w Polsce.
Puchar Świata rozgrywany był w sześciu miastach na trzech kontynentach.

## Medaliści zawodów

### Kobiety
| Lp.   | Data                      | Miejscowość                                             | Konkurencja                                             | 1. miejsce                                                            | 2. miejsce                                                     | 3. miejsce                                                            | Źródło                                                  |                                                         |
| ----- | ------------------------- | ------------------------------------------------------- | ------------------------------------------------------- | --------------------------------------------------------------------- | -------------------------------------------------------------- | --------------------------------------------------------------------- | ------------------------------------------------------- | ------------------------------------------------------- |
| 1. PŚ | 15–17 listopada 2019      | Mińsk                                                   | Sprint drużynowy (15.11)                                | Holandia Letitia de Jong · Michelle de Jong · Jutta Leerdam           | Rosja Olga Fatkulina · Angielina Golikowa · Irina Kuzniecowa   | Japonia Maki Tsuji · Arisa Go · Konami Soga                           | [ 4 ]                                                   |                                                         |
| 1. PŚ | 15–17 listopada 2019      | Mińsk                                                   | 3000 m (15.11)                                          | Isabelle Weidemann                                                    | Carlijn Achtereekte                                            | Ivanie Blondin                                                        | [ 4 ]                                                   |                                                         |
| 1. PŚ | 15–17 listopada 2019      | Mińsk                                                   | 500 m (16.11)                                           | Olga Fatkulina                                                        | Darja Kaczanowa                                                | Nao Kodaira                                                           | [ 4 ]                                                   |                                                         |
| 1. PŚ | 15–17 listopada 2019      | Mińsk                                                   | 1500 m (16.11)                                          | Ireen Wüst                                                            | Jekatierina Szychowa                                           | Brittany Bowe                                                         | [ 4 ]                                                   |                                                         |
| 1. PŚ | 15–17 listopada 2019      | Mińsk                                                   | 1000 m (17.11)                                          | Brittany Bowe                                                         | Irene Schouten                                                 | Jekatierina Szychowa                                                  | [ 4 ]                                                   |                                                         |
| 1. PŚ | 15–17 listopada 2019      | Mińsk                                                   | Start masowy (17.11)                                    | Ivanie Blondin                                                        | Jorien ter Mors                                                | Francesca Lollobrigida                                                | [ 4 ]                                                   |                                                         |
| 2. PŚ | 22–24 listopada 2019      | Tomaszów Mazowiecki                                     | Sprint drużynowy (22.11)                                | Rosja Olga Fatkulina · Angielina Golikowa · Darja Kaczanowa           | Holandia Sanneke de Neeling · Michelle de Jong · Jutta Leerdam | Japonia Maki Tsuji · Arisa Go · Konami Soga                           | [ 5 ]                                                   |                                                         |
| 2. PŚ | 22–24 listopada 2019      | Tomaszów Mazowiecki                                     | 3000 m (22.11)                                          | Martina Sáblíková                                                     | Carlijn Achtereekte                                            | Natalja Woronina                                                      | [ 5 ]                                                   |                                                         |
| 2. PŚ | 22–24 listopada 2019      | Tomaszów Mazowiecki                                     | 500 m (23.11)                                           | Nao Kodaira                                                           | Olga Fatkulina                                                 | Darja Kaczanowa                                                       | [ 5 ]                                                   |                                                         |
| 2. PŚ | 22–24 listopada 2019      | Tomaszów Mazowiecki                                     | Bieg drużynowy (23.11)                                  | Rosja Jewgienija Łalenkowa · Natalja Woronina · Jelizawieta Kazielina | Holandia Ireen Wüst · Antoinette de Jong · Melissa Wijfje      | Kanada Ivanie Blondin · Isabelle Weidemann · Valérie Maltais          | [ 5 ]                                                   |                                                         |
| 2. PŚ | 22–24 listopada 2019      | Tomaszów Mazowiecki                                     | 1500 m (24.11)                                          | Ireen Wüst                                                            | Miho Takagi                                                    | Jewgienija Łalenkowa                                                  | [ 5 ]                                                   |                                                         |
| 2. PŚ | 22–24 listopada 2019      | Tomaszów Mazowiecki                                     | Start masowy (24.11)                                    | Irene Schouten                                                        | Ivanie Blondin                                                 | Nana Takagi                                                           | [ 5 ]                                                   |                                                         |
| 3. PŚ | 6–8 grudnia 2019          | Nur-Sułtan                                              | 1000 m (06.12)                                          | Brittany Bowe                                                         | Darja Kaczanowa                                                | Olga Fatkulina                                                        | [ 6 ]                                                   |                                                         |
| 3. PŚ | 6–8 grudnia 2019          | Nur-Sułtan                                              | 5000 m (06.12)                                          | Ivanie Blondin                                                        | Martina Sáblíková                                              | Isabelle Weidemann                                                    | [ 6 ]                                                   |                                                         |
| 3. PŚ | 6–8 grudnia 2019          | Nur-Sułtan                                              | Sprint drużynowy (07.12)                                | Holandia Letitia de Jong · Michelle de Jong · Jutta Leerdam           | Rosja Angielina Golikowa · Darja Kaczanowa · Irina Kuzniecowa  | Polska Kaja Ziomek · Andżelika Wójcik · Karolina Bosiek               | [ 6 ]                                                   |                                                         |
| 3. PŚ | 6–8 grudnia 2019          | Nur-Sułtan                                              | 500 m (07.12)                                           | Angielina Golikowa                                                    | Darja Kaczanowa                                                | Nao Kodaira                                                           | [ 6 ]                                                   |                                                         |
| 3. PŚ | 6–8 grudnia 2019          | Nur-Sułtan                                              | 1500 m (08.12)                                          | Ivanie Blondin                                                        | Ireen Wüst                                                     | Brittany Bowe                                                         | [ 6 ]                                                   |                                                         |
| 3. PŚ | 6–8 grudnia 2019          | Nur-Sułtan                                              | Bieg drużynowy (08.12)                                  | Kanada Ivanie Blondin · Isabelle Weidemann · Valérie Maltais          | Holandia Ireen Wüst · Antoinette de Jong · Melissa Wijfje      | Rosja Jewgienija Łalenkowa · Natalja Woronina · Jelizawieta Kazielina | [ 6 ]                                                   |                                                         |
| 4. PŚ | 13–15 grudnia 2019        | Nagano                                                  | 500 m (13.12)                                           | Nao Kodaira                                                           | Angielina Golikowa                                             | Vanessa Herzog                                                        | [ 7 ]                                                   |                                                         |
| 4. PŚ | 13–15 grudnia 2019        | Nagano                                                  | Start masowy (13.12)                                    | Ivanie Blondin                                                        | Nana Takagi                                                    | Mia Kilburg                                                           | [ 7 ]                                                   |                                                         |
| 4. PŚ | 13–15 grudnia 2019        | Nagano                                                  | Sprint drużynowy (13.12)                                | Holandia Sanneke de Neeling · Michelle de Jong · Dione Voskamp        | Rosja Olga Fatkulina · Angielina Golikowa · Darja Kaczanowa    | Japonia Maki Tsuji · Arisa Go · Konami Soga                           | [ 7 ]                                                   |                                                         |
| 4. PŚ | 13–15 grudnia 2019        | Nagano                                                  | 1000 m (14.12)                                          | Brittany Bowe                                                         | Miho Takagi                                                    | Sanneke de Neeling                                                    | [ 7 ]                                                   |                                                         |
| 4. PŚ | 13–15 grudnia 2019        | Nagano                                                  | 3000 m (14.12)                                          | Ivanie Blondin                                                        | Martina Sáblíková                                              | Isabelle Weidemann                                                    | [ 7 ]                                                   |                                                         |
| 4. PŚ | 13–15 grudnia 2019        | Nagano                                                  | 500 m (15.12)                                           | Angielina Golikowa                                                    | Vanessa Herzog                                                 | Nao Kodaira                                                           | [ 7 ]                                                   |                                                         |
| 4. PŚ | 13–15 grudnia 2019        | Nagano                                                  | Bieg drużynowy (15.12)                                  | Kanada Ivanie Blondin · Isabelle Weidemann · Valérie Maltais          | Holandia Ireen Wüst · Antoinette de Jong · Melissa Wijfje      | Rosja Jewgienija Łalenkowa · Natalja Woronina · Jelizawieta Kazielina | [ 7 ]                                                   |                                                         |
|       | 10–12 stycznia 2020       | 2. Mistrzostwa Europy na Dystansach – Heerenveen        | 2. Mistrzostwa Europy na Dystansach – Heerenveen        | 2. Mistrzostwa Europy na Dystansach – Heerenveen                      | 2. Mistrzostwa Europy na Dystansach – Heerenveen               | 2. Mistrzostwa Europy na Dystansach – Heerenveen                      | 2. Mistrzostwa Europy na Dystansach – Heerenveen        | 2. Mistrzostwa Europy na Dystansach – Heerenveen        |
|       | 31 stycznia–2 lutego 2020 | 1. Mistrzostwa Czterech Kontynentów – Milwaukee         | 1. Mistrzostwa Czterech Kontynentów – Milwaukee         | 1. Mistrzostwa Czterech Kontynentów – Milwaukee                       | 1. Mistrzostwa Czterech Kontynentów – Milwaukee                | 1. Mistrzostwa Czterech Kontynentów – Milwaukee                       | 1. Mistrzostwa Czterech Kontynentów – Milwaukee         | 1. Mistrzostwa Czterech Kontynentów – Milwaukee         |
| 5. PŚ | 7–8 lutego 2020           | Calgary                                                 | 1000 m (07.02)                                          | Nao Kodaira                                                           | Olga Fatkulina                                                 | Jekatierina Szychowa                                                  | [ 8 ]                                                   |                                                         |
| 5. PŚ | 7–8 lutego 2020           | Calgary                                                 | 3000 m (07.02)                                          | Martina Sáblíková                                                     | Antoinette de Jong                                             | Natalja Woronina                                                      | [ 8 ]                                                   |                                                         |
| 5. PŚ | 7–8 lutego 2020           | Calgary                                                 | 500 m (08.02)                                           | Nao Kodaira                                                           | Angielina Golikowa                                             | Vanessa Herzog                                                        | [ 8 ]                                                   |                                                         |
| 5. PŚ | 7–8 lutego 2020           | Calgary                                                 | 1500 m (08.02)                                          | Miho Takagi                                                           | Ivanie Blondin                                                 | Ireen Wüst                                                            | [ 8 ]                                                   |                                                         |
|       | 13-16 lutego 2020         | 20. Mistrzostwa Świata na Dystansach – Salt Lake City   | 20. Mistrzostwa Świata na Dystansach – Salt Lake City   | 20. Mistrzostwa Świata na Dystansach – Salt Lake City                 | 20. Mistrzostwa Świata na Dystansach – Salt Lake City          | 20. Mistrzostwa Świata na Dystansach – Salt Lake City                 | 20. Mistrzostwa Świata na Dystansach – Salt Lake City   | 20. Mistrzostwa Świata na Dystansach – Salt Lake City   |
|       | 28 lutego–1 marca 2020    | 51. Mistrzostwa Świata w Wieloboju Sprinterskim – Hamar | 51. Mistrzostwa Świata w Wieloboju Sprinterskim – Hamar | 51. Mistrzostwa Świata w Wieloboju Sprinterskim – Hamar               | 51. Mistrzostwa Świata w Wieloboju Sprinterskim – Hamar        | 51. Mistrzostwa Świata w Wieloboju Sprinterskim – Hamar               | 51. Mistrzostwa Świata w Wieloboju Sprinterskim – Hamar | 51. Mistrzostwa Świata w Wieloboju Sprinterskim – Hamar |
|       | 28 lutego–1 marca 2020    | 114. Mistrzostwa Świata w Wieloboju – Hamar             |                                                         |                                                                       |                                                                |                                                                       |                                                         |                                                         |
| 6. PŚ | 7–8 marca 2020            | Heerenveen                                              | 500 m (07.03)                                           | Vanessa Herzog                                                        | Olga Fatkulina                                                 | Nao Kodaira                                                           | [ 9 ]                                                   |                                                         |
| 6. PŚ | 7–8 marca 2020            | Heerenveen                                              | 3000 m (07.03)                                          | Isabelle Weidemann                                                    | Antoinette de Jong                                             | Natalja Woronina                                                      | [ 9 ]                                                   |                                                         |
| 6. PŚ | 7–8 marca 2020            | Heerenveen                                              | 1000 m (07.03)                                          | Jutta Leerdam                                                         | Brittany Bowe                                                  | Miho Takagi                                                           | [ 9 ]                                                   |                                                         |
| 6. PŚ | 7–8 marca 2020            | Heerenveen                                              | 1500 m (08.03)                                          | Ireen Wüst                                                            | Miho Takagi                                                    | Melissa Wijfje                                                        | [ 9 ]                                                   |                                                         |
| 6. PŚ | 7–8 marca 2020            | Heerenveen                                              | 500 m (08.03)                                           | Angielina Golikowa                                                    | Nao Kodaira                                                    | Vanessa Herzog                                                        | [ 9 ]                                                   |                                                         |
| 6. PŚ | 7–8 marca 2020            | Heerenveen                                              | Start masowy (08.03)                                    | Melissa Wijfje                                                        | Maryna Zujewa                                                  | Irene Schouten                                                        | [ 9 ]                                                   |                                                         |

#### Klasyfikacje
| Lp. | Zawodniczka        | Punkty |
| --- | ------------------ | ------ |
| 1.  | Nao Kodaira        | 528    |
| 2.  | Angielina Golikowa | 504    |
| 3.  | Olga Fatkulina     | 474    |
| 4.  | Vanessa Herzog     | 436    |
| 5.  | Darja Kaczanowa    | 432    |
| 6.  | Brittany Bowe      | 356    |
| 7.  | Arisa Go           | 342    |
| 8.  | Kaylin Irvine      | 322    |
| 9.  | Maki Tsuji         | 313    |
| 10. | Kim Min-sun        | 299    |

| Lp. | Zawodniczka          | Punkty |
| --- | -------------------- | ------ |
| 1.  | Brittany Bowe        | 326    |
| 2.  | Nao Kodaira          | 256    |
| 3.  | Olga Fatkulina       | 242    |
| 4.  | Jutta Leerdam        | 233    |
| 5.  | Darja Kaczanowa      | 231    |
| 6.  | Miho Takagi          | 225    |
| 7.  | Jekatierina Szychowa | 203    |
| 8.  | Letitia de Jong      | 196    |
| 9.  | Angielina Golikowa   | 194    |
| 10  | Natalia Czerwonka    | 172    |

| Lp. | Zawodniczka           | Punkty |
| --- | --------------------- | ------ |
| 1.  | Ireen Wüst            | 342    |
| 2.  | Miho Takagi           | 260    |
| 3.  | Jewgienija Łalenkowa  | 260    |
| 4.  | Melissa Wijfje        | 243    |
| 5.  | Antoinette de Jong    | 222    |
| 6.  | Jelizawieta Kazielina | 220    |
| 7.  | Jekatierina Szychowa  | 210    |
| 8.  | Ivanie Blondin        | 207    |
| 9.  | Brittany Bowe         | 202    |
| 10. | Natalia Czerwonka     | 173    |

| Lp. | Zawodniczka          | Punkty |
| --- | -------------------- | ------ |
| 1.  | Martina Sáblíková    | 357    |
| 2.  | Isabelle Weidemann   | 353    |
| 3.  | Ivanie Blondin       | 314    |
| 4.  | Natalja Woronina     | 311    |
| 5.  | Antoinette de Jong   | 274    |
| 6.  | Jewgienija Łalenkowa | 245    |
| 7.  | Maryna Zujewa        | 237    |
| 8.  | Carlijn Achtereekte  | 228    |
| 9.  | Reina Anema          | 222    |
| 10. | Esmee Visser         | 221    |

| Lp. | Zawodniczka            | Punkty |
| --- | ---------------------- | ------ |
| 1.  | Ivanie Blondin         | 548    |
| 2.  | Irene Schouten         | 492    |
| 3.  | Nana Takagi            | 442    |
| 4.  | Kim Bo-reum            | 399    |
| 5.  | Melissa Wijfje         | 396    |
| 6.  | Mia Kilburg            | 363    |
| 7.  | Claudia Pechstein      | 354    |
| 8.  | Ayano Satō             | 339    |
| 9.  | Zhou Yang              | 332    |
| 10. | Francesca Lollobrigida | 302    |

| Lp. | Reprezentacja     | Punkty |
| --- | ----------------- | ------ |
| 1.  | Kanada            | 324    |
| 2.  | Rosja             | 312    |
| 3.  | Holandia          | 302    |
| 4.  | Japonia           | 256    |
| 5.  | Stany Zjednoczone | 238    |
| 6.  | Chiny             | 234    |
| 7.  | Polska            | 232    |
| 8.  | Białoruś          | 152    |
| 9.  | Belgia            | 68     |
| 10. | Korea Południowa  | 64     |

| Lp. | Reprezentacja     | Punkty |
| --- | ----------------- | ------ |
| 1.  | Holandia          | 468    |
| 2.  | Rosja             | 444    |
| 3.  | Chiny             | 338    |
| 4.  | Korea Południowa  | 296    |
| 5.  | Japonia           | 288    |
| 6.  | Białoruś          | 236    |
| 7.  | Polska            | 182    |
| 8.  | Kanada            | 80     |
| 9.  | Stany Zjednoczone | 76     |

### Mężczyźni
| Lp.   | Data                      | Miejscowość                                             | Konkurencja                                             | 1. miejsce                                                       | 2. miejsce                                                               | 3. miejsce                                                            | Źródło                                                  |                                                         |
| ----- | ------------------------- | ------------------------------------------------------- | ------------------------------------------------------- | ---------------------------------------------------------------- | ------------------------------------------------------------------------ | --------------------------------------------------------------------- | ------------------------------------------------------- | ------------------------------------------------------- |
| 1. PŚ | 15–17 listopada 2019      | Mińsk                                                   | Sprint drużynowy (15.11)                                | Holandia Ronald Mulder · Kjeld Nuis · Kai Verbij                 | Chiny Wang Shiwei · Ning Zhongyan · Ziwen Lian                           | Kanada Gilmore Junio · Laurent Dubreuil · David Larue                 | [ 4 ]                                                   |                                                         |
| 1. PŚ | 15–17 listopada 2019      | Mińsk                                                   | 5000 m (15.11)                                          | Patrick Roest                                                    | Jorrit Bergsma                                                           | Dienis Juskow                                                         | [ 4 ]                                                   |                                                         |
| 1. PŚ | 15–17 listopada 2019      | Mińsk                                                   | 1000 m (16.11)                                          | Thomas Krol                                                      | Ning Zhongyan                                                            | Kjeld Nuis                                                            | [ 4 ]                                                   |                                                         |
| 1. PŚ | 15–17 listopada 2019      | Mińsk                                                   | Start masowy (16.11)                                    | Jorrit Bergsma                                                   | Chung Jae-won                                                            | Um Cheon-ho                                                           | [ 4 ]                                                   |                                                         |
| 1. PŚ | 15–17 listopada 2019      | Mińsk                                                   | 500 m (17.11)                                           | Kim Jun-ho                                                       | Gao Tingyu                                                               | Dai Dai Ntab                                                          | [ 4 ]                                                   |                                                         |
| 1. PŚ | 15–17 listopada 2019      | Mińsk                                                   | 1500 m (17.11)                                          | Kjeld Nuis                                                       | Dienis Juskow                                                            | Thomas Krol                                                           | [ 4 ]                                                   |                                                         |
| 2. PŚ | 22–24 listopada 2019      | Tomaszów Mazowiecki                                     | Sprint drużynowy (22.11)                                | Holandia Thomas Krol · Ronald Mulder · Kjeld Nuis                | Chiny Wang Shiwei · Ning Zhongyan · Ziwen Lian                           | Kanada Laurent Dubreuil · Alex Boisvert-Lacroix · David Larue         | [ 5 ]                                                   |                                                         |
| 2. PŚ | 22–24 listopada 2019      | Tomaszów Mazowiecki                                     | 5000 m (22.11)                                          | Patrick Roest                                                    | Daniła Siemierikow                                                       | Dienis Juskow                                                         | [ 5 ]                                                   |                                                         |
| 2. PŚ | 22–24 listopada 2019      | Tomaszów Mazowiecki                                     | 1500 m (23.11)                                          | Thomas Krol                                                      | Kjeld Nuis                                                               | Dienis Juskow                                                         | [ 5 ]                                                   |                                                         |
| 2. PŚ | 22–24 listopada 2019      | Tomaszów Mazowiecki                                     | Start masowy (23.11)                                    | Joey Mantia                                                      | Jorrit Bergsma                                                           | Arjan Stroetinga                                                      | [ 5 ]                                                   |                                                         |
| 2. PŚ | 22–24 listopada 2019      | Tomaszów Mazowiecki                                     | 500 m (24.11)                                           | Tatsuya Shinhama                                                 | Yuma Murakami                                                            | Laurent Dubreuil                                                      | [ 5 ]                                                   |                                                         |
| 2. PŚ | 22–24 listopada 2019      | Tomaszów Mazowiecki                                     | Bieg drużynowy (24.11)                                  | Holandia Douwe de Vries · Marcel Bosker · Patrick Roest          | Japonia Seitaro Ichinohe · Shane Williamson · Riku Tsuchiya              | Rosja Aleksandr Rumiancew · Daniła Siemierikow · Rusłan Zacharow      | [ 5 ]                                                   |                                                         |
| 3. PŚ | 6–8 grudnia 2019          | Nur-Sułtan                                              | 500 m (06.12)                                           | Wiktor Musztakow                                                 | Rusłan Muraszow                                                          | Alex Boisvert-Lacroix                                                 | [ 6 ]                                                   |                                                         |
| 3. PŚ | 6–8 grudnia 2019          | Nur-Sułtan                                              | Sprint drużynowy (06.12)                                | Holandia Thomas Krol · Ronald Mulder · Kai Verbij                | Norwegia Håvard Holmefjord Lorentzen · Bjørn Magnussen · Odin By Farstad | Szwajcaria Christian Oberbichler · Oliver Grob · Livio Wenger         | [ 6 ]                                                   |                                                         |
| 3. PŚ | 6–8 grudnia 2019          | Nur-Sułtan                                              | 1000 m (07.12)                                          | Thomas Krol                                                      | Kjeld Nuis                                                               | Kai Verbij                                                            | [ 6 ]                                                   |                                                         |
| 3. PŚ | 6–8 grudnia 2019          | Nur-Sułtan                                              | 10 000 m (07.12)                                        | Patrick Roest                                                    | Daniła Siemierikow                                                       | Graeme Fish                                                           | [ 6 ]                                                   |                                                         |
| 3. PŚ | 6–8 grudnia 2019          | Nur-Sułtan                                              | 1500 m (08.12)                                          | Ning Zhongyan                                                    | Patrick Roest                                                            | Kjeld Nuis                                                            | [ 6 ]                                                   |                                                         |
| 3. PŚ | 6–8 grudnia 2019          | Nur-Sułtan                                              | Bieg drużynowy (08.12)                                  | Włochy Andrea Giovannini · Michele Malfatti · Nicola Tumolero    | Kanada Ted-Jan Bloemen · Jordan Belchos · Graeme Fish                    | Rosja Daniła Siemierikow · Daniił Ałdoszkin · Rusłan Zacharow         | [ 6 ]                                                   |                                                         |
| 4. PŚ | 13–15 grudnia 2019        | Nagano                                                  | 500 m (13.12)                                           | Yuma Murakami                                                    | Tatsuya Shinhama                                                         | Pawieł Kuliżnikow                                                     | [ 7 ]                                                   |                                                         |
| 4. PŚ | 13–15 grudnia 2019        | Nagano                                                  | Start masowy (13.12)                                    | Jordan Belchos                                                   | Joey Mantia                                                              | Bart Swings                                                           | [ 7 ]                                                   |                                                         |
| 4. PŚ | 13–15 grudnia 2019        | Nagano                                                  | Sprint drużynowy (13.12)                                | Rosja Pawieł Kuliżnikow · Rusłan Muraszow · Artiom Ariefiejew    | Japonia Yuma Murakami · Tatsuya Shinhama · Masaya Yamada                 | Kanada Antoine Gélinas-Beaulieu · Alex Boisvert-Lacroix · David Larue | [ 7 ]                                                   |                                                         |
| 4. PŚ | 13–15 grudnia 2019        | Nagano                                                  | 500 m (14.12)                                           | Wiktor Musztakow                                                 | Pawieł Kuliżnikow                                                        | Yuma Murakami                                                         | [ 7 ]                                                   |                                                         |
| 4. PŚ | 13–15 grudnia 2019        | Nagano                                                  | Bieg drużynowy (14.12)                                  | Rosja Aleksandr Rumiancew · Daniła Siemierikow · Rusłan Zacharow | Japonia Seitaro Ichinohe · Shane Williamson · Riku Tsuchiya              | Kanada Ted-Jan Bloemen · Jordan Belchos · Tyson Langelaar             | [ 7 ]                                                   |                                                         |
| 4. PŚ | 13–15 grudnia 2019        | Nagano                                                  | 1000 m (15.12)                                          | Pawieł Kuliżnikow                                                | Kai Verbij                                                               | Hein Otterspeer                                                       | [ 7 ]                                                   |                                                         |
| 4. PŚ | 13–15 grudnia 2019        | Nagano                                                  | 5000 m (15.12)                                          | Daniła Siemierikow                                               | Peter Michael                                                            | Aleksandr Rumiancew                                                   | [ 7 ]                                                   |                                                         |
|       | 10–12 stycznia 2020       | 2. Mistrzostwa Europy na Dystansach – Heerenveen        | 2. Mistrzostwa Europy na Dystansach – Heerenveen        | 2. Mistrzostwa Europy na Dystansach – Heerenveen                 | 2. Mistrzostwa Europy na Dystansach – Heerenveen                         | 2. Mistrzostwa Europy na Dystansach – Heerenveen                      | 2. Mistrzostwa Europy na Dystansach – Heerenveen        | 2. Mistrzostwa Europy na Dystansach – Heerenveen        |
|       | 31 stycznia–2 lutego 2020 | 1. Mistrzostwa Czterech Kontynentów – Milwaukee         | 1. Mistrzostwa Czterech Kontynentów – Milwaukee         | 1. Mistrzostwa Czterech Kontynentów – Milwaukee                  | 1. Mistrzostwa Czterech Kontynentów – Milwaukee                          | 1. Mistrzostwa Czterech Kontynentów – Milwaukee                       | 1. Mistrzostwa Czterech Kontynentów – Milwaukee         | 1. Mistrzostwa Czterech Kontynentów – Milwaukee         |
| 5. PŚ | 7–8 lutego 2020           | Calgary                                                 | 5000 m (07.02)                                          | Rusłan Muraszow                                                  | Pawieł Kuliżnikow                                                        | Wiktor Musztakow                                                      | [ 8 ]                                                   |                                                         |
| 5. PŚ | 7–8 lutego 2020           | Calgary                                                 | 1500 m (07.02)                                          | Dienis Juskow                                                    | Ning Zhongyan                                                            | Joey Mantia                                                           | [ 8 ]                                                   |                                                         |
| 5. PŚ | 7–8 lutego 2020           | Calgary                                                 | 1000 m (08.02)                                          | Pawieł Kuliżnikow                                                | Thomas Krol                                                              | Kjeld Nuis                                                            | [ 8 ]                                                   |                                                         |
| 5. PŚ | 7–8 lutego 2020           | Calgary                                                 | 5000 m (08.02)                                          | Patrick Roest                                                    | Ted-Jan Bloemen                                                          | Graeme Fish                                                           | [ 8 ]                                                   |                                                         |
|       | 13-16 lutego 2020         | 20. Mistrzostwa Świata na Dystansach – Salt Lake City   | 20. Mistrzostwa Świata na Dystansach – Salt Lake City   | 20. Mistrzostwa Świata na Dystansach – Salt Lake City            | 20. Mistrzostwa Świata na Dystansach – Salt Lake City                    | 20. Mistrzostwa Świata na Dystansach – Salt Lake City                 | 20. Mistrzostwa Świata na Dystansach – Salt Lake City   | 20. Mistrzostwa Świata na Dystansach – Salt Lake City   |
|       | 28 lutego–1 marca 2020    | 51. Mistrzostwa Świata w Wieloboju Sprinterskim – Hamar | 51. Mistrzostwa Świata w Wieloboju Sprinterskim – Hamar | 51. Mistrzostwa Świata w Wieloboju Sprinterskim – Hamar          | 51. Mistrzostwa Świata w Wieloboju Sprinterskim – Hamar                  | 51. Mistrzostwa Świata w Wieloboju Sprinterskim – Hamar               | 51. Mistrzostwa Świata w Wieloboju Sprinterskim – Hamar | 51. Mistrzostwa Świata w Wieloboju Sprinterskim – Hamar |
|       | 28 lutego–1 marca 2020    | 114. Mistrzostwa Świata w Wieloboju – Hamar             |                                                         |                                                                  |                                                                          |                                                                       |                                                         |                                                         |
| 6. PŚ | 7–8 marca 2020            | Heerenveen                                              | 500 m (07.03)                                           | Tatsuya Shinhama                                                 | Laurent Dubreuil                                                         | Kim Jun-ho                                                            | [ 9 ]                                                   |                                                         |
| 6. PŚ | 7–8 marca 2020            | Heerenveen                                              | 5000 m (07.03)                                          | Patrick Roest                                                    | Graeme Fish                                                              | Ted-Jan Bloemen                                                       | [ 9 ]                                                   |                                                         |
| 6. PŚ | 7–8 marca 2020            | Heerenveen                                              | 1000 m (07.03)                                          | Thomas Krol                                                      | Laurent Dubreuil                                                         | Kai Verbij                                                            | [ 9 ]                                                   |                                                         |
| 6. PŚ | 7–8 marca 2020            | Heerenveen                                              | 1500 m (08.03)                                          | Kjeld Nuis                                                       | Thomas Krol                                                              | Patrick Roest                                                         | [ 9 ]                                                   |                                                         |
| 6. PŚ | 7–8 marca 2020            | Heerenveen                                              | 500 m (08.03)                                           | Tatsuya Shinhama                                                 | Laurent Dubreuil                                                         | Yamato Matsui                                                         | [ 9 ]                                                   |                                                         |
| 6. PŚ | 7–8 marca 2020            | Heerenveen                                              | Start masowy (08.03)                                    | Chung Jae-won                                                    | Bart Swings                                                              | Joey Mantia                                                           | [ 9 ]                                                   |                                                         |

#### Klasyfikacje
| Lp. | Zawodnik              | Punkty |
| --- | --------------------- | ------ |
| 1.  | Tatsuya Shinhama      | 483    |
| 2.  | Wiktor Musztakow      | 433    |
| 3.  | Laurent Dubreuil      | 420    |
| 4.  | Kim Jun-ho            | 404    |
| 5.  | Yuma Murakami         | 400    |
| 6.  | Rusłan Muraszow       | 388    |
| 7.  | Dai Dai Ntab          | 351    |
| 8.  | Yamato Matsui         | 344    |
| 9.  | Gao Tingyu            | 344    |
| 10. | Alex Boisvert-Lacroix | 301    |

| Lp. | Zawodnik         | Punkty |
| --- | ---------------- | ------ |
| 1.  | Thomas Krol      | 294    |
| 2.  | Kai Verbij       | 272    |
| 3.  | Laurent Dubreuil | 251    |
| 4.  | Kjeld Nuis       | 230    |
| 5.  | Ning Zhongyan    | 216    |
| 6.  | Håvard Lorentzen | 211    |
| 7.  | Mathias Vosté    | 210    |
| 8.  | Wiktor Musztakow | 207    |
| 9.  | Joel Dufter      | 189    |
| 10  | Nico Ihle        | 189    |

| Lp. | Zawodnik                 | Punkty |
| --- | ------------------------ | ------ |
| 1.  | Kjeld Nuis               | 282    |
| 2.  | Ning Zhongyan            | 266    |
| 3.  | Thomas Krol              | 259    |
| 4.  | Patrick Roest            | 228    |
| 5.  | Dienis Juskow            | 224    |
| 6.  | Tyson Langelaar          | 214    |
| 7.  | Marcel Bosker            | 213    |
| 8.  | Kim Min-seok             | 209    |
| 9.  | Takuro Oda               | 198    |
| 10. | Antoine Gélinas-Beaulieu | 193    |

| Lp. | Zawodnik            | Punkty |
| --- | ------------------- | ------ |
| 1.  | Patrick Roest       | 360    |
| 2.  | Daniła Siemierikow  | 323    |
| 3.  | Graeme Fish         | 306    |
| 4.  | Ted-Jan Bloemen     | 292    |
| 5.  | Aleksandr Rumiancew | 263    |
| 6.  | Jorrit Bergsma      | 250    |
| 7.  | Davide Ghiotto      | 246    |
| 8.  | Patrick Beckert     | 227    |
| 9.  | Jordan Belchos      | 225    |
| 10. | Bart Swings         | 216    |

| Lp. | Zawodnik           | Punkty |
| --- | ------------------ | ------ |
| 1.  | Bart Swings        | 570    |
| 2.  | Joey Mantia        | 569    |
| 3.  | Chung Jae-won      | 462    |
| 4.  | Um Cheon-ho        | 430    |
| 5.  | Daniła Siemierikow | 429    |
| 6.  | Jordan Belchos     | 390    |
| 7.  | Jorrit Bergsma     | 388    |
| 8.  | Livio Wenger       | 388    |
| 9.  | Andrea Giovannini  | 364    |
| 10. | Rusłan Zacharow    | 353    |

| Lp. | Reprezentacja     | Punkty |
| --- | ----------------- | ------ |
| 1.  | Rosja             | 312    |
| 2.  | Japonia           | 302    |
| 3.  | Kanada            | 290    |
| 4.  | Włochy            | 286    |
| 5.  | Holandia          | 268    |
| 6.  | Norwegia          | 232    |
| 7.  | Nowa Zelandia     | 217    |
| 8.  | Chiny             | 200    |
| 9.  | Stany Zjednoczone | 199    |
| 10. | Kazachstan        | 198    |

| Lp. | Reprezentacja    | Punkty |
| --- | ---------------- | ------ |
| 1.  | Holandia         | 440    |
| 2.  | Szwajcaria       | 316    |
| 3.  | Kazachstan       | 290    |
| 4.  | Kanada           | 288    |
| 5.  | Chiny            | 284    |
| 6.  | Norwegia         | 280    |
| 7.  | Polska           | 276    |
| 8.  | Białoruś         | 258    |
| 9.  | Japonia          | 248    |
| 10. | Korea Południowa | 246    |